# Vostok 1
Vostok 1 (Восток 1) byl první vesmírný let s lidskou posádkou z planety Země se stejnojmennou kosmickou lodí. Odstartoval 12. dubna 1961 se sovětským kosmonautem Jurijem Gagarinem.

## Údaje o lodi
Vostok 1 byla kosmická loď určená pro jednoho kosmonauta, vypuštěná stejnojmennou raketou z kosmodromu Bajkonur. Hmotnost byla 4725 kg, délka 5 a průměr 2,3 metru. Označení dle katalogu COSPAR dodatečně přiděleno ve tvaru 1961-012A. Před jejím letem bylo vypuštěno v letech 1960–1961 pět zkušebních exemplářů.

## Posádka
- Jurij Gagarin

### Záložní posádka
- German Titov

## Průběh
Vostok 1 vzlétl v 9:07 moskevského času (6:07 UTC) z kosmodromu Bajkonur. Start proběhl hladce, pouze motor 2. stupně rakety (tj. bloku A) se vypnul později, Vostok 1 proto nabral o 25 m/s vyšší rychlost, což přineslo zvýšení apogea dráhy o více než 85 km. a místo plánovaného letu ve výšce 180–230 km nad povrchem Země se dostal na dráhu s výškou 181–327 km, Gagarin obletěl jednou Zemi za 108 minut a vrátil se nezraněn poté, co se ve výšce 7 km nad zemí katapultoval z návratového modulu a sám se snesl na padáku. Přistál v 10:55 nedaleko města Engels, resp. u vesnice Smelovka v Saratovské oblasti SSSR.
Řídící středisko potvrdilo dosažení oběžné dráhy až 25 minut po startu.
Kontrola výšky byla řízena automatickým systémem. Pro případ jeho selhání byla loď vybavena záložním ručním řízením. Lékaři a inženýři si nebyli jisti reakcí organismu člověka na stav beztíže a pro jistotu bylo ruční řízení zablokováno zařízením, které sestávalo ze šesti knoflíků s čísly 1 až 6. Třímístný kód pro odemčení (125) byl v zapečetěné obálce na palubě, pokud by přece jen bylo v nouzové situaci třeba ručně řídit. Šéfovi přípravy kosmonautů Marku Gallajovi to však nedalo a těsně před startem kód Gagarinovi prozradil, a dokonce napsal na psací podložku, aby ho měl stále před očima. Později vyšlo najevo, že totéž tajně udělal už předtím i hlavní konstruktér Sergej Koroljov. Lodi byl přidělen volací znak Kedr.
Vostok 1 nemohl měnit oběžnou dráhu, ale jen výšku. Automatické řízení začalo s brzdícím zážehem asi po hodině letu.

## Přistání

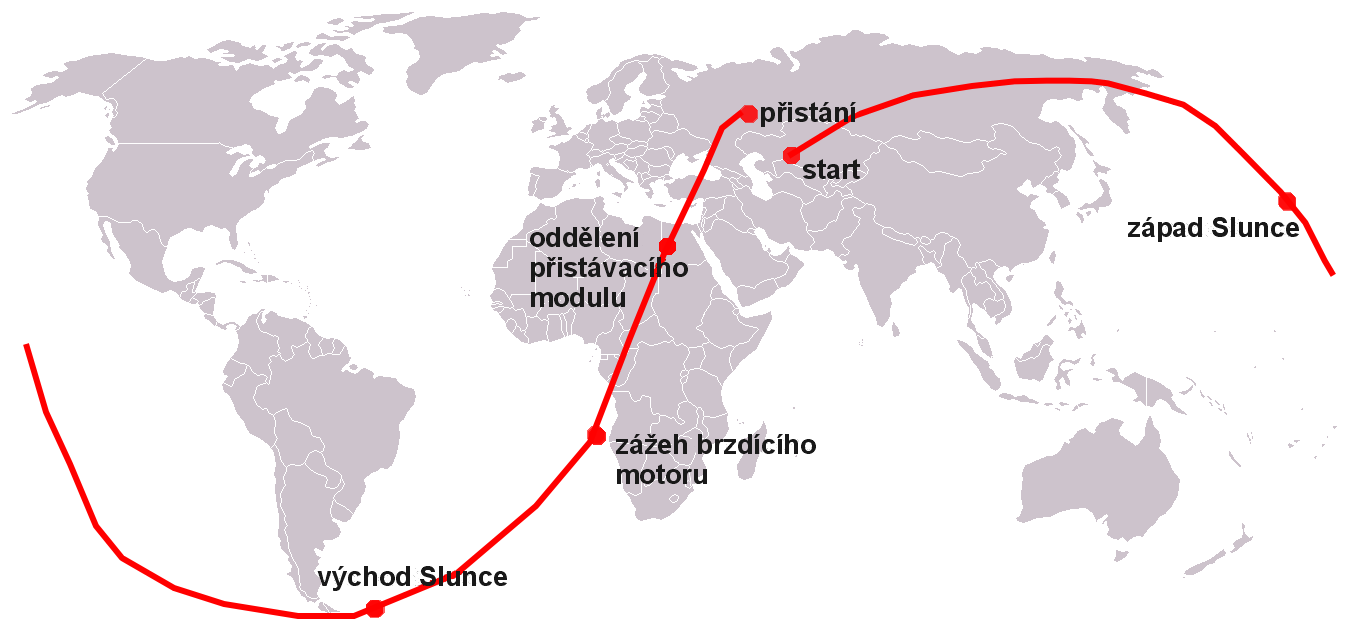
Dráha lodi

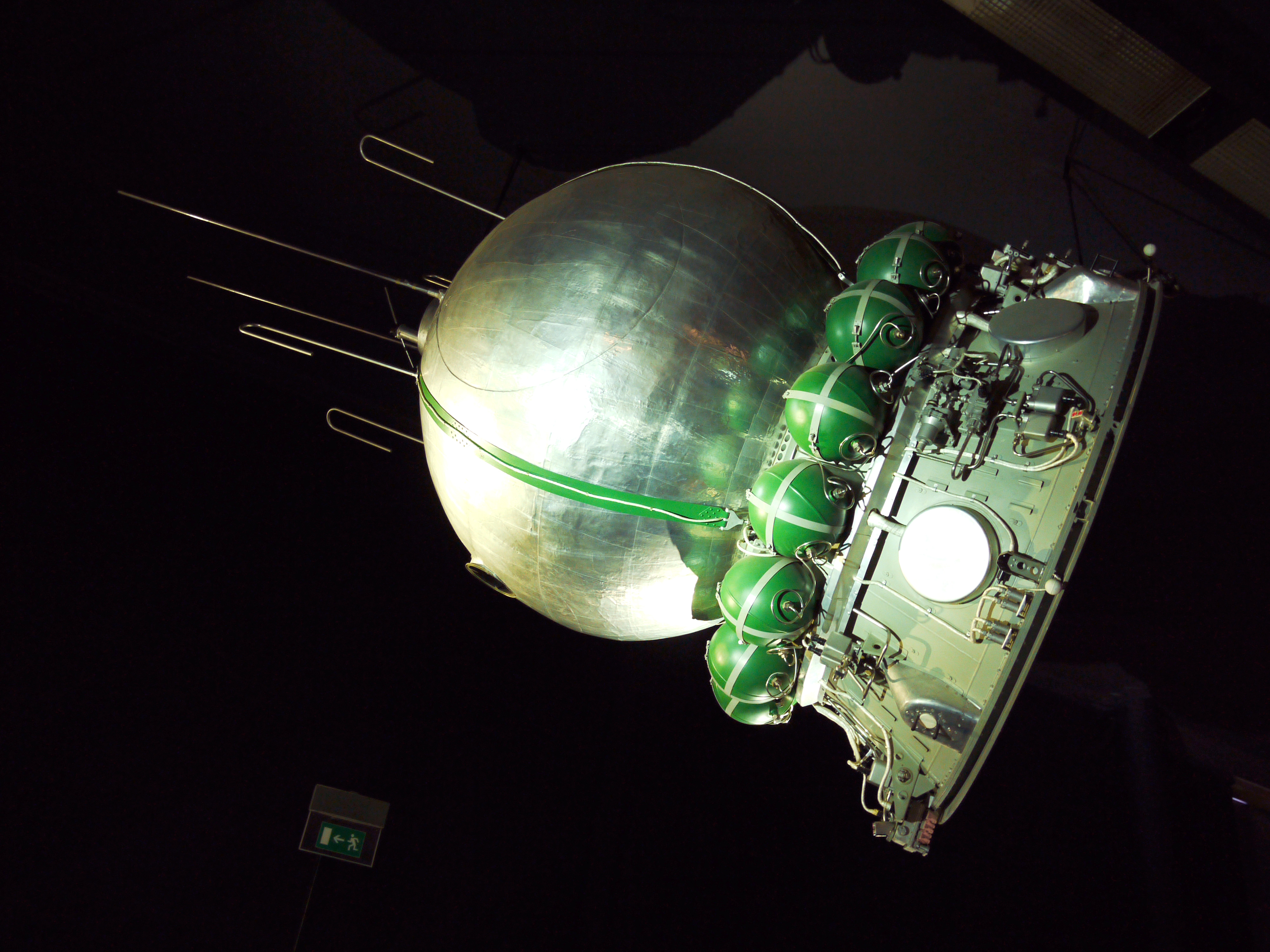
Maketa Vostoku 1

Brzdící zážeh začal v 10:25 (7:25 UTC) nad západním pobřežím Afriky poblíž Angoly, 8000 km od určeného místa přistání. Sestup byl komplikovaný. Brzdící motor nepracoval plánovanou dobu, ventil sloužící k profouknutí spalovací komory před zážehem motoru se totiž nedovřel a část paliva jím unikla. Motor proto zhasl už po 40,1 sekundách, když zpomalil loď o 132 m/s, místo aby byl vypnut po zpomalení o 136 m/s (po 41 sekundách chodu). Přítok okysličovadla do spalovací komory pokračoval ještě 4 sekundy, dokud jej automatika nevypnula, jeho nepravidelný výtok vyvolal rotaci lodi, odhadnutou Gagarinem na 30° za sekundu. Protože neproběhlo řádné vypnutí motoru po 41 sekundách chodu, nenastalo ani oddělení přístrojového úseku, které mělo následovat o 10 sekund později. Přístrojový úsek byl řídícím systémem lodi odstřelen až po 10 minutách, v 10:35 (7:35 UTC).
Kvůli váhovému omezení loď neměla záložní motor pro brzdicí manévr. V případě selhání motoru měla z plánované oběžné dráhy 108–230 km během 5–7 dní v důsledku odporu atmosféry samovolně sestoupit na Zem. Na lodi byly potraviny na dostatečnou dobu – 10 dní. Ovšem kvůli pozdějšímu vypnutí motoru 2. stupně nosné rakety při startu se Vostok 1 dostal na vyšší dráhu (181–327 km) ze které by samovolný sestup trval 15–20 dní.
Vzhledem k výše zmíněným odchylkám v práci motorů loď nedoletěla do plánované přistávací oblasti jižně od Kujbyševa, ale přistála u vesnice Smelovka ležící nedaleko města Engels.